# 35e cérémonie des Razzie Awards
La 35e cérémonie des Golden Raspberry Awards, organisée par la Golden Raspberry Award Foundation, a eu lieu le 21 février 2015 et a désigné les pires films de l'année 2014.
Les pré-nominations ont été annoncées le 31 décembre 2014 et les nominations le 14 janvier 2015.

## Palmarès

### Pire film
Saving Christmas
- Le Chaos (Left Behind)
- La Légende d'Hercule (The Legend of Hercules)
- Ninja Turtles (Teenage Mutant Ninja Turtles)
- Transformers : L'Âge de l'extinction (Transformers: Age of Extinction)

### Pire acteur
Kirk Cameron dans Saving Christmas
- Nicolas Cage dans Le Chaos
- Kellan Lutz dans La Légende d'Hercule
- Seth MacFarlane dans Albert à l'ouest (A Million Ways to Die in the West)
- Adam Sandler dans Famille recomposée (Blended)

### Pire actrice
Cameron Diaz dans Triple alliance (The Other Woman) et Sex Tape
- Drew Barrymore dans Famille recomposée (Blended)
- Melissa McCarthy dans Tammy
- Charlize Theron dans Albert à l'ouest
- Gaia Weiss dans La Légende d'Hercule

### Pire second rôle masculin
Kelsey Grammer dans Expendables 3, Legends of Oz: Dorothy's Return, Think Like a Man Too et Transformers : L'Âge de l'extinction
- Mel Gibson dans Expendables 3
- Shaquille O'Neal dans Famille recomposée (Blended)
- Arnold Schwarzenegger dans Expendables 3
- Kiefer Sutherland dans Pompéi (Pompeii)

### Pire second rôle féminin
Megan Fox dans Ninja Turtles
- Cameron Diaz dans Annie
- Nicola Peltz dans Transformers : L'Âge de l'extinction
- Bridgette Cameron Ridenour dans Saving Christmas
- Susan Sarandon dans Tammy

### Pire combinaison à l’écran
Kirk Cameron et son ego Saving Christmas
- Deux robots, acteurs (ou acteurs robotiques) quelconques dans Transformers : L'Âge de l'extinction
- Cameron Diaz et Jason Segel dans Sex Tape
- Kellan Lutz et aux choix ses abdos, ses pecs ou ses fesses dans La Légende d'Hercule
- Seth MacFarlane et Charlize Theron dans Albert à l'ouest

### Pire réalisateur
Michael Bay pour Transformers : L'Âge de l'extinction
- Darren Doane pour Saving Christmas
- Renny Harlin pour La Légende d'Hercule
- Jonathan Liebesman pour Ninja Turtles
- Seth MacFarlane pour Albert à l'ouest

### Pire scénario
Darren Doane et Cheston Hervey pour Saving Christmas
- Paul LaLonde et John Patus pour Le Chaos
- Kate Angelo, Jason Segel et Nicholas Stoller pour Sex Tape
- Josh Appelbaum, André Nemec et Evan Daugherty pour Ninja Turtles
- Ehren Kruger pour Transformers : L'Âge de l'extinction

### Pire préquelle, remake, plagiat ou suite
Annie
- Atlas Shrugged: Part III
- La Légende d'Hercule
- Ninja Turtles
- Transformers : L'Âge de l'extinction

### Prix de la rédemption (prix spécial)
Cette nouvelle catégorie honore l'artiste qui par ses grandes réalisations filmographiques en 2014 a racheté ses nominations ou prix Razzies passés.
Ben Affleck - de Amours troubles à Argo et Gone Girl
- Jennifer Aniston - de quadruple nommée à Cake
- Mike Myers - de Love Gourou (The Love Guru) à la réalisation de Supermensch: The Legend of Shep Gordon
- Keanu Reeves - de sextuple nommé aux Razzie Awards à John Wick
- Kristen Stewart - de sextuple gagnante de Razzie Awards pour Twilight à Camp X-Ray

## Distinctions multiples

### Récompenses multiples
- 4 : Saving Christmas
- 2 : Transformers : L'Âge de l'extinction

### Nominations multiples
- 7 : Transformers : L'Âge de l'extinction
- 6 : La Légende d'Hercule, Saving Christmas
- 5 : Ninja Turtles
- 4 : Albert à l'ouest
- 3 : Le Chaos, Famille recomposée, Sex Tape, Cameron Diaz
- 2 : Annie, Tammy, Kellan Lutz